# Adrian Păduraru
Adrian Păduraru (n. 17 aprilie 1960 în Iași), este un actor român. A jucat în numeroase producții cinematografice cum sunt: Declarație de dragoste (1985), Cucoana Chirița (1987), Extemporal la dirigenție (1988) și Chirița în Iași (1988).

## Biografie
A absolvit Institutul de Artă Teatrală și Cinematografică, la clasa profesoarei Sanda Manu, în anul 1984. Colegii săi de promoție au fost Carmen Trocan, Mioara Ifrim, Luminița Stoianovici, Răzvan Popa, Cristian Rotaru, Oana Pellea și Claudiu Istodor. Din clasa doamnei Olga Tudorache colegii săi au fost Carmen Tănase, Bogdan Gheorghiu, Carmen Ciorcilă, Marina Procopie, Radu Duda, Mihai Verbițchi, Patricia Grigoriu și Dan Bădărău.
A debutat cu rolul Un soldat în piesa „Diavolul și bunul Dumnezeu” de J. P. Sartre, regia Silviu Purcărete, la Teatrul Mic, București.
Pe scena Teatrului Național „Vasile Alecsandri” Iași, secția Suceava, debutează cu rolul Domnul Gabor din „Deșteptarea primăverii” de Frank Wedekind.

## Viața privată
Adrian Păduraru are un copil pe care nu l-a recunoscut cu profesoara de muzică și soprana Silvia Lungeanu.
Aceasta a mers în instanță pentru a încerca să demonstreze că tatăl copilului este Adrian Păduraru iar judecătorii i-au dat câștig de cauză..

## Piese de teatru
- Sganarel, Don Juan – Don Juan de Molière, regia: Irina Popescu Boieru – 1998;
- Fratele – Roberto Zucco de Bernard Marie Koltes, regia: Alexander Hausvater – 1999;
- Luigino – Mizerie si noblețe de Eduardo Scarpetta, regia: Irina Popescu Boieru – 2001;
- Volodea – Circul Matteo de Adrian Lustig, regia: Dan Vasile – 2001;
- Bogdan – Apus de soare dupa Barbu Ștefănescu Delavrancea, regia: Eugen Todoran – 2004;
- Peer Gynt – Peer Gynt de Henrik Ibsen, regia: Cristian Ioan – 2005

## Filmografie
- Misterele Bucureștilor (1983)
- Prea cald pentru luna mai (1984)
- Raliul (1984)
- Declarație de dragoste (1985) - Alexandru Bârsan
- Cucoana Chirița (1987) - Leonaș
- Extemporal la dirigenție (1988) - Alexandru Bârsan
- Chirița în Iași (1988) - Leonaș
- Secretul armei... secrete! (1989)
- Momentul adevărului, regia Andrei Blaier – 1989;
- Moartea unui artist, regia Horea Popescu – 1989;
- Jusqu’a la morte, regia Lionel Epp (producție Atlantis Film, Alisee Film, Paris - M6) – 1998;
- Journal intime, regia Christian Francois, (productie Atlantis Film, Alisee Film, Paris - M6) – 2000;
- A (producție Atlantis Film, Alisee Film, Paris - M6) - 2002
- Bună, ce faci? (2011) - profesorul
- Iubire elenă (2012)
- Iubire cu parfum de lavandă (2024) - tatăl Andei
- Clanu' Sprânceană (2007-2008)-Lucian Pop